# St. Mauritius (Teicha)

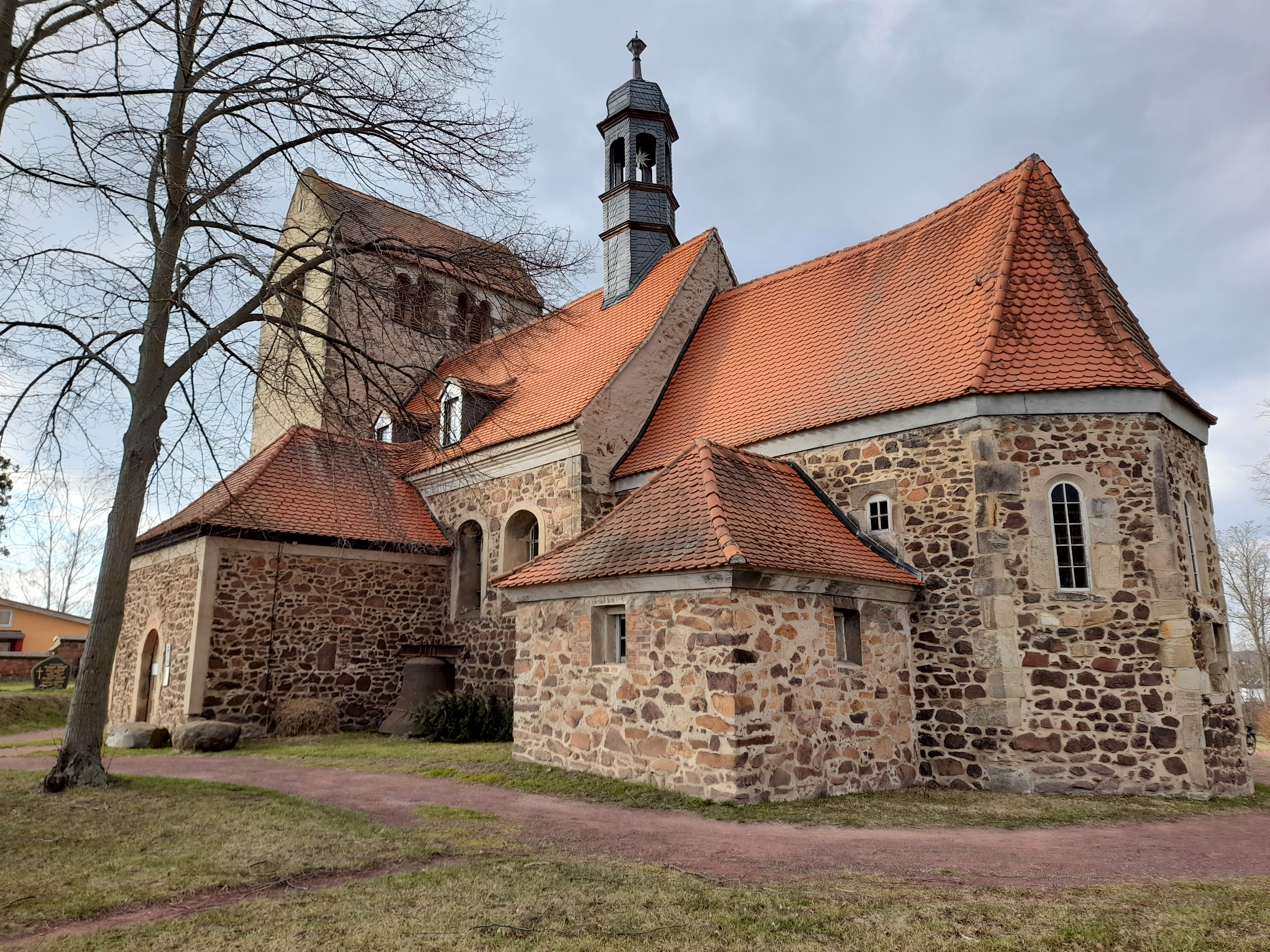
St. Mauritius von Südosten

St. Mauritius ist eine denkmalgeschützte evangelische Kirche im Ortsteil Teicha der Gemeinde Petersberg in Sachsen-Anhalt. Sie gehört zum Pfarrbereich Teicha im Kirchenkreis Halle-Saalkreis der Evangelischen Kirche in Mitteldeutschland. Im örtlichen Denkmalverzeichnis ist sie unter der Erfassungsnummer 094 55474 als Baudenkmal verzeichnet.

## Lage

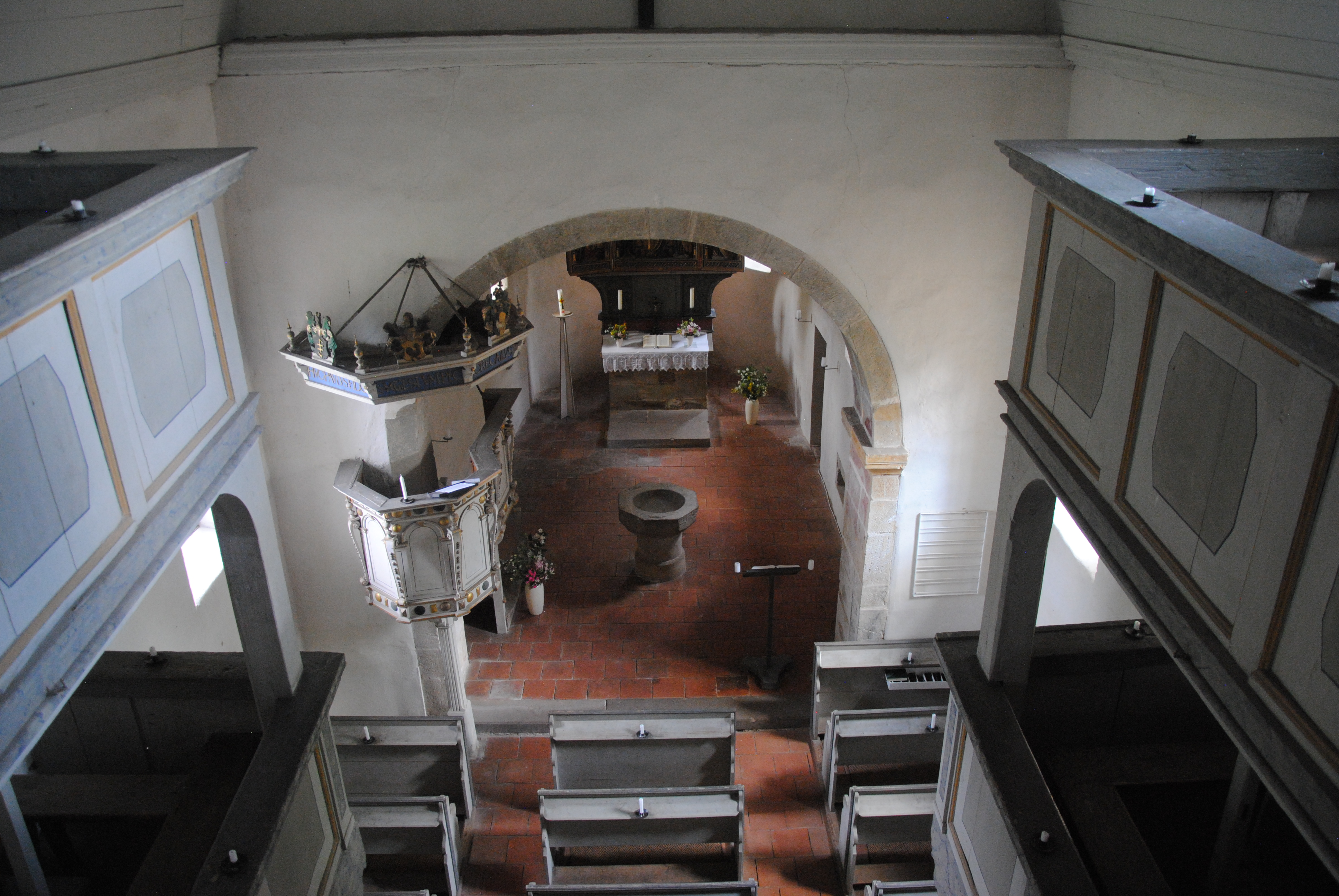
Blick in den Innenraum der Kirche

Das dem heiligen Mauritius geweihte Gotteshaus steht unter der Adresse Zum Kirchberg ortsbildprägend auf einer kleinen Anhöhe im Ort. Das Kirchenschiff hat aufgrund der Hanglage unterschiedliche Höhenabstufungen.

## Geschichte und Architektur
Es handelt sich um einen im Kern spätromanischen einschiffigen Bruchsteinbau mit Westquerturm aus dem Ende des 12. oder Anfang des 13. Jahrhunderts. Der Turm besitzt romanische Schallarkaden, im südlichen Biforium hat sich ein Knospenkapitell erhalten. 
Der eingezogene Chor wurde Anfang des 16. Jahrhunderts mit einem fünfseitigen Schluss verlängert. Im Polygon des Chors befinden sich Stichbogenfenster, unter dem östlichen eine leere Reliefnische.
Weitere Veränderungen am Schiff erfolgten im 18. Jahrhundert. Der Portalvorbau an der Südseite des Schiffs stammt aus der Zeit um 1700. Das Ostende des Dachs trägt einen sechsseitigen Dachreiter.

## Ausstattung

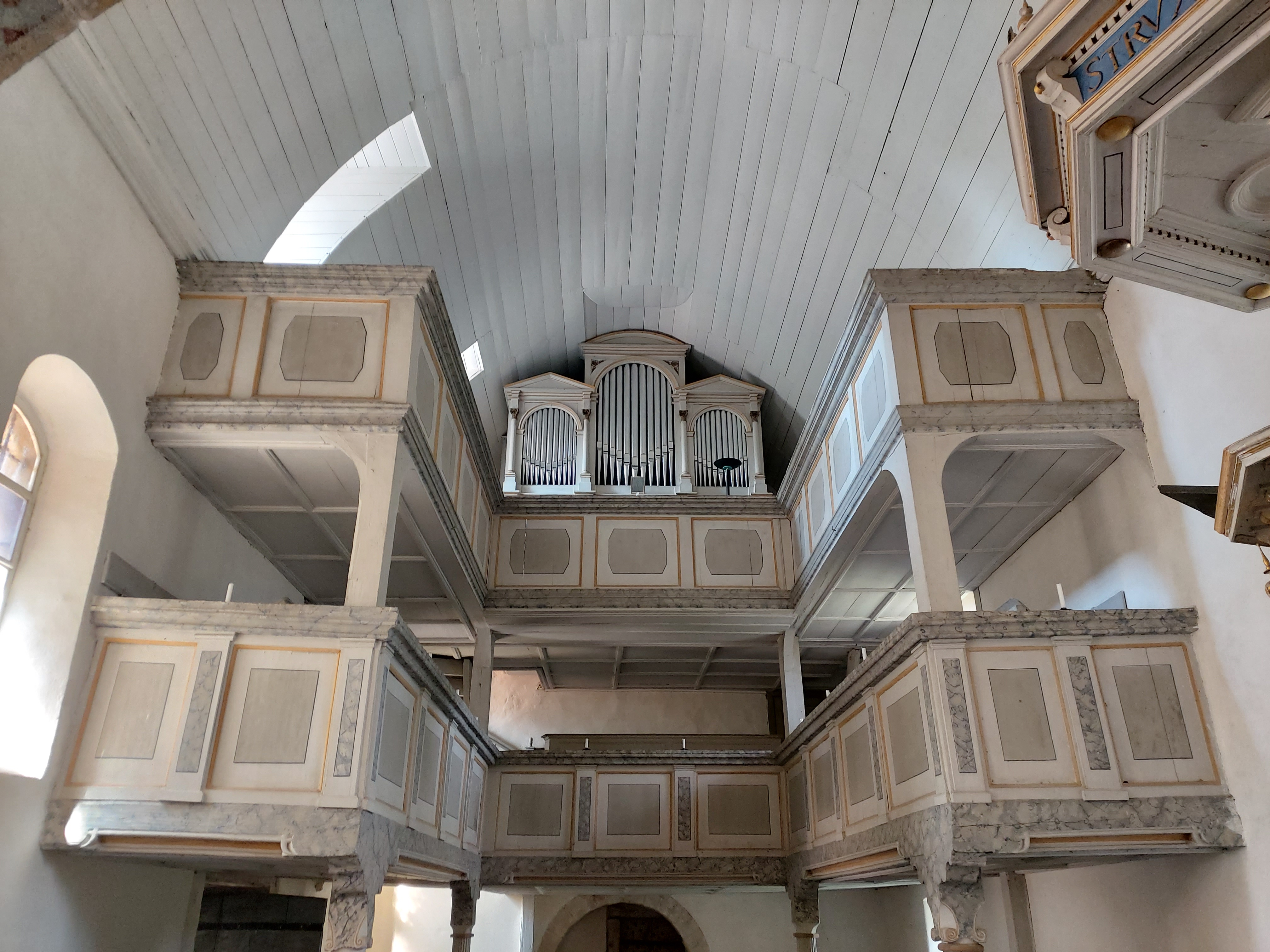
Empore mit Prospekt der Rühlmann-Orgel

Innen ist das Schiff mit einer Holztonne ausgestattet, der Chor dagegen mit einer Flachdecke. An den Bögen zum Turm und zum Chor findet man romanische profilierte Kämpfer. Die zweigeschossige Hufeisenempore ruht auf kannelierten Holzsäulen des 18. Jahrhunderts.
Bemerkenswert ist der Schnitzaltar aus dem ersten Viertel des 16. Jahrhunderts. Im Schrein ist die Madonna dargestellt, flankiert von den hll. Mauritius und Andreas, auf den Flügeln die hll. Katharina und Barbara. Die erste Wandlung zeigt eine Malerei mit den vier Kirchenvätern vor Landschaften, die der Cranach-Werkstatt zugeschrieben wird. 
Weitere Ausstattungsgegenstände sind eine hölzerne Kanzel von 1591; ein Taufstein in Form einer achteckigen Kuppa auf modernem Schaft, vermutlich aus dem 13. Jahrhundert; eine gerahmte Sakramentsnische aus der Mitte des 14. Jahrhunderts sowie ein hölzernes Kruzifix aus dem 16. Jahrhundert. 
Die Orgel wurde 1875 durch Wilhelm Rühlmann aus Zörbig erbaut, das romantische Instrument ist das siebzehnte Werk der Firma. Sie besitzt zwölf Register auf zwei Manualen und Pedal auf mechanischen Schleifladen. 
Einstmals trug der Turm drei Glocken der Firma Ulrich & Weule in der Disposition d′ – f′ – a′; nur die kleinste ist heute noch im Turm läutbar, die mittlere wurde nach Niemberg transportiert und dort auf dem Friedhof starr aufgehängt, die größte steht als Denkmal vor der Kirche.  
Auf dem Friedhofsgelände der Kirche befindet sich ein Kriegerdenkmal, ein Mausoleum, die Leichenhalle, eine Glocke von 1924 sowie eine große Anzahl qualitätvoller, reich ornamentierter barocker Grabsteine. Das Kriegerdenkmal östlich der Kirche, unterhalb des Kirchhügels, erinnert an die Gefallenen des Ersten Weltkriegs ohne Namen zu nennen. Die Porphyrstele wird gekrönt von einem Eisernen Kreuz.